# Konrad Thaler
Konrad Thaler (ur. 19 grudnia 1940, zm. 11 czerwca 2005) – austriacki zoolog specjalizujący się w arachnologii, zwłaszcza faunie Alp i rejonu Morza Śródziemnego.
Urodził się 19 grudnia 1940 w austriackim Innsbrucku, gdzie ukończył wczesną edukację. W latach 1958-59 odbył służbę wojskową. W 1959 zaczął studiować zoologię i botanikę na Leopold-Franzens-Universität Innsbruck. W 1967 uzyskał doktorat za sprawą pracy o arachnofaunie północnego Tyrolu. Następnie rozpoczął pracę w terenowej stacji badawczej w Obergurgl. W 1970 objął posadę asystenta na uniwersytecie w Innsbrucku. W 1978 uzyskał tam habilitację dzięki pracy o zoogeografii i taksonomii alpejskich pająków. W 1983 przejął katedrę ekologii lądowej i taksonomii przy instytucie zoologii i limnologii tego uniwersytetu. Od 1986 do 1989 był członkiem rady Centre International de Documentation Arachnologique, a od 2002 do 2005 prezesem Österreichische Entomologische Gesellschaft. Zmarł u szczytu swej produktywności 11 czerwca 2005. Był autorem lub współautorem ponad 220 artykułów, z czego 40 napisał między 2002 a 2005 rokiem.
W swoich badaniach najwięcej czasu poświęcał taksonomii i zoogeografii pająków, szczególnie z rodziny Linyphiidae. Zajmował się jednak także kosarzami, wijami oraz chrząszczami. Opisał 2 nowe rodzaje; Carniella i Mysmeniola oraz 77 nowych gatunków i podgatunków pająków, w tym: 42 gatunki osnuwikowatych (Linyphiidae) i 12 gatunków Amaurobiidae. Opisał także nowy gatunek kosarza. Na jego cześć nazwano 26 różnych gatunków zwierząt, w tym: 12 gatunków pająków, 4 gatunki muchówek, po jednym gatunku niesporczaka i skąposzczeta.